# واحد كابتشينو (مسلسل)
واحد كابتشينو هو مسلسل تلفزيوني رمضاني كوميدي سعودي. بدأ عرضه في سنة 2012 على شاشة القناة الأولى للتلفزيون السعودي. وتبلغ مدة الحلقة الواحدة 3 دقائق.

## القصة
كل يوم حلقة كوميدية يحاكي قضايا اجتماعية بطابع ساخر كوميدي يناسب الأجواء السعودية والخليجيه.

## طاقم العمل
المسلسل من تمثيل
- طلال السدر
- عماد اليوسف
- بندر باجبع
- ماجد الكعبي
- أغادير السعيد
- مروة مصطفى

## الإنتاج
تم إنتاج المسلسل بواسطة هشام الهويش نجم استار أكاديمي عام 2006، وجاءت الفكرة لتحمل العديد من الاسكتشات الشبابية الجماعية.